# Sant'Ambrogio di Valpolicella
Sant'Ambrogio di Valpolicella är en ort och kommun i provinsen Verona i regionen Veneto i Italien. Kommunen hade 11 876 invånare (2018).